# Robert Dahlander
Robert Dahlander, född 9 juni 1870 i Göteborg, död 18 oktober 1935, var en svensk ingenjör.
Robert Dahlander härstammade från en bondesläkt från Dalsland; hans far Gustaf Robert Dahlander var professor vid Kungliga Tekniska Högskolan; hans farfar var handlande och tapetfabrikör i Göteborg. Dahlander var sedan 1899 gift med Elna Broberg. 
Efter avgångsexamen från Kungliga Tekniska högskolan 1890 genomförde Dahlander förberedande praktik och studieresor 1890–1891, var anställd vid maskinfabriken Oerlikon i Schweiz 1892–1893, vid Asea 1893–1902, vid Kungliga järnvägsstyrelsen 1903–1907, byrådirektör 1908 och chef för Stockholms gas- och elektricitetsverk från 1908.
Dahlander verkställde på Kungliga järnvägsstyrelsens uppdrag utredning angående elektrisk drift på Statens Järnvägar 1902, var ordförande i Svenska Teknologföreningens avdelning för elektroteknik 1907–1908, vice ordförande i föreningen 1909, ordförande 1910–1911, ordförande i Svenska kommunaltekniska föreningen 1912–1916, i Svenska elektricitetsverksföreningen 1913 och i Svenska gasverksföreningen 1915–1924 (hedersledamot 1924), vice ordförande i Svenska vattenkraftföreningen från 1921, ordförande i Gas- och koksverkens ekonomiska förening u.p.a. 1918 och i Svenska elektricitetsverkens ekonomiska förening u.p.a. 1919. Han var styrelseledamot i Dalälvens regleringsförening u.p.a. 1916, i Brännkyrka Elektriska Distributions AB 1919, i Lanforsens Kraft AB 1926, i Krångede AB från 1929 och i Indalsälvens regleringsförening från 1930. Han skrev Försöken med elektrisk järnvägsdrift å S.J. 1905–07 (1908, översatt till tyska och ryska) och artiklar i facktidskrifter. 
Som varm försvarsvän satt han även i styrelsen för Svenska pansarbåtsföreningen.